# 140038 Kurushima
140038 Kurushima è un asteroide della fascia principale. Scoperto nel 2001, presenta un'orbita caratterizzata da un semiasse maggiore pari a 2,7529484 UA e da un'eccentricità di 0,0517045, inclinata di 7,28640° rispetto all'eclittica.